# Макроергично съединение
Макроергично съединение е такова съединение, което съдържа макроергични връзки в молекулата си. Такива макроергични връзки се означават със знака "~". При разкъсването на такива връзки се отделя голямо количество енергия. Съществуват много такива органични съединения, но с най-голямо значение за живите организми е аденозинтрифосфатът (АТФ).